# Branislav Nușici
Branislav Nušić (în sârbă Бранислав Нушић) (n. 8/20 octombrie 1864, Belgrad, Principatul Serbiei – d. 19 ianuarie 1938, Belgrad, Regatul Iugoslaviei) a fost un romancier, dramaturg, satiric, eseist și fondatorul retoricii moderne în Serbia.
Originea sa este aromână, fiind născut drept "Alchiviadi a lu Nușa", comerciant aromân stabilit în Cartierul aromânesc din Belgrad.
În lucrările sale, Branislav Nušić a descris viața de zi cu zi a societății sârbe în secolele XIX și XX, iar analizele sale sociologice sunt relevante și în secolul al XXI-lea.

## Opere

### Teatru
- Сумњиво лице (1887, Un individ suspect sau Protecția)
- Gospođa ministarka (1929, Doamna ministru)[10]
- Narodni poslanik
- Mister Dollar (1932)
- Ožalošćena porodica (1934, O familie îndoliată)
- Dr, comedie în patru acte (1936, Doctor în filosofie)
- Pokojnik, comedie în trei acte și un prolog (1937, Răposatul)

#### Tragedii
- Кнез Иво од Семберије, tragedie (Cneazul Ivo de Semberia)
- Așa a trebuit să fie
- În larg

### Romane
- Autobiografija (Autobiografia)
- Opštinsko dete  (1902, Copilul comunei)
- Hajduci,  roman pentru copii (Haiducii)

### Nuvele
- Politički protivnik (Concurent politic)
- Posmrtno slovo (Elogiu)
- Класа (Clasa)

### Povestiri
- Приповетке једног каплара  (1886, Povestirile unui caporal)

### Altele
- Retorika (din 1934)

## Vezi și
- Listă de scriitori sârbi
- Listă de dramaturgi sârbi